# Holey dollar

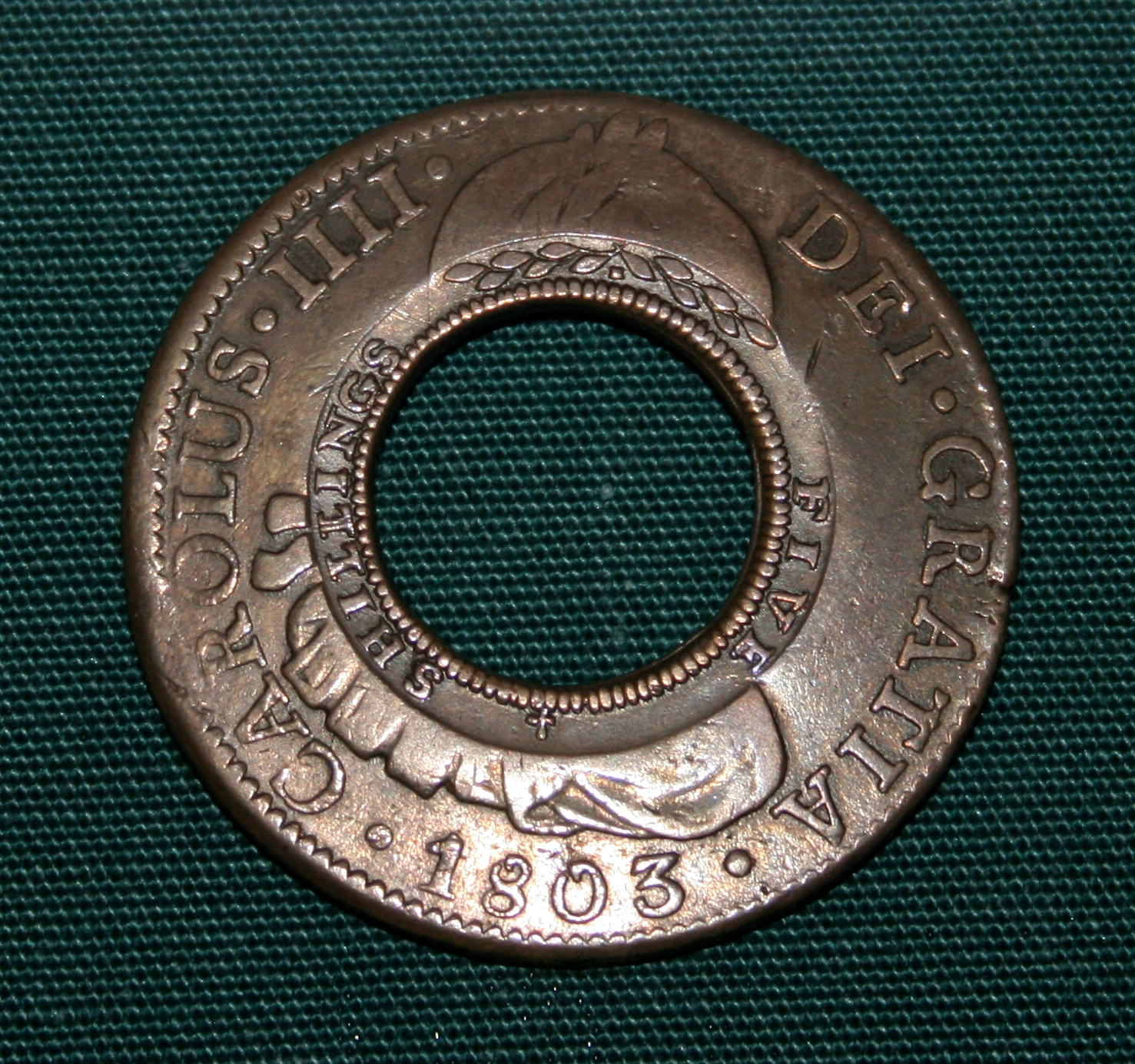
„Dziurawy dolar”" z Nowej Południowej Walii o wartości pięciu szylingów

Holey dollar (ang. „dziurawy dolar”) – tymczasowa waluta używana w angielskich koloniach: na Wyspie Księcia Edwarda (obecnie Kanada) oraz w Nowej Południowej Walii w Australii w XIX wieku, która stała się pieniądzem zastępczym i środkiem zaradczym na niedobór pieniądza w tych krajach.

## Wyspa Księcia Edwarda
Bity od 1497 srebrny hiszpański talar był znanym i popularnym środkiem płatniczym (znanym jako piece of eight i real de a ocho); pod koniec XVII wieku stał się on de facto pierwszą walutą międzynarodową, używaną w Europie i obydwu Amerykach, w tym na zachodnich rubieżach Stanów Zjednoczonych. Wartość tej monety wahała się w zależności od tego, gdzie była używana, najwyżej ceniona była jednak w Halifaksie w obecnej Kanadzie. Mieszkający na Wyspie Księcia Edwarda kupcy zbierali wszystkie dostępne hiszpańskie talary, aby je następnie wysłać do Halifaksu, zarabiając tym samym na lokalnych różnicach w kursie, przez co na wyspie ciągle brakowało monet. W 1813 gubernator Wyspy Księcia Edwarda nakazał, aby w tysiącu monet wybić w środku dziurę, powstałe w ten sposób dwie nowe monety otrzymały wartość pięciu szylingów (zewnętrzny „dziurawy dolar”) i jednego szylinga (wewnętrzna część). Monety te mogły być używane tylko na terenie Wyspy Księcia Edwarda.

## Nowa Południowa Walia
Jednym z wielu problemów, z jakimi borykała się założona w roku 1788 kolonia karna Nowa Południowa Walia w obecnej Australii, był ciągły brak środków płatniczych – w obiegu było zbyt mało funtów. Szczęśliwcy, którym udało się uzbierać większe sumy, chowali je zazwyczaj na „czarną godzinę” lub odsyłali do Anglii, z każdym rokiem z obiegu wypadało więc kilka procent monet. W 1812 gubernator Nowej Południowej Walii Lachlan Macquarie zamówił od rządu brytyjskiego 40 000 sztuk hiszpańskich talarów o wartości około 10 000 funtów (ponad 5 mln dzisiejszych funtów). Transport pieniędzy zorganizowany przez  Kompanię Wschodnioindyjską przybył do Sydney na pokładzie statku „Samarang” 26 listopada 1812.
Aby zapobiec wyciekowi pieniędzy z kolonii, w środku monet wybito dziurę. Środkowa, mniejsza część otrzymała wartość 15 pensów. Na awersie wybito koronę, a na rewersie wartość monety, powstała w ten sposób mała moneta znana była w Australii jako dump („śmieć”, „odrzutek”). Przedziurawiony dolar otrzymał wartość pięciu szylingów, na awersie wybito napis „New South Wales 1813”, a na rewersie jego wartość – „Five Shillings”. Przebicie monet nadzorował William Hanshall, zesłaniec skazany za fałszowanie pieniędzy. Holey dollar był pierwszą oficjalną australijską walutą.
Nowe monety, które mogły być używane tylko na terenie Australii, znane były jako currency (dosłownie – „waluta”) w odróżnieniu od bardziej popularnych i uniwersalnych funtów, które znane były jako sterling. Z czasem określenie to zaczęło obejmować też Anglików mieszkających na terenie Australii, ale urodzonych w Anglii (wpłynęło na to też inne znaczenie słowa sterling – od XVII wieku słowo to w języku angielskim znaczy też „doskonały”, „czysty”), w przeciwieństwie do urodzonych już w Australii currency lads and lasses, którzy mieli być pośledni w stosunku do sterling breed („czystej rasy”) urodzonych w Anglii.
„Dziurawe dolary” zostały wycofane z użycia w 1822 roku. Współcześnie w różnych kolekcjach znajduje się około 350 holey dollars i 1500 „środków”, monety te są bardzo cenione przez kolekcjonerów, „dziurawy dolar” w dobrym stanie warty jest ponad 250 tys. dolarów australijskich.
Dziurawy dolar stanowi logo powstałego w 1969 roku Macquarie Bank.